# Velencer See
Der Velencer See (ungarisch: Velencei-tó, alte Schreibweise Velenczei tó) ist der drittgrößte natürliche See Ungarns. 

## Lage
Der See liegt auf 103 m Höhe, ungefähr auf halber Strecke zwischen dem Plattensee (Balaton) und der 40 Kilometer entfernten Hauptstadt Budapest im Komitat Fejér. Der See ist 10,8 Kilometer lang, zwischen 1,5 und 3,5 Kilometer breit, und erstreckt sich auf einer Fläche von 24,9 Quadratkilometern. Seine Umgebung ähnelt mit dem Velence-Gebirge und seinem 352 Meter hohen Meleg-hegy im Norden und flacheren Ufern im Süden dem Balaton. Der Velencer See liegt in der Fortsetzung von dessen tektonischem Graben.

## Der See
Mit einer Durchschnittstiefe von nur 1,60 Meter ist der Velencer See seicht. Die tiefste Stelle liegt bei etwas mehr als drei Metern. Abgesehen von kleineren Zuflüssen ist er als Steppensee insbesondere auf Regen als Wasserzufuhr angewiesen. Dieser bleibt aber wegen des nördlichen Gebirgszuges meist aus, da die hier aufsteigenden warmen Luftmassen die feuchten Luftschichten fernhalten. In einem Zyklus von etwa 150 Jahren liegt der See fast trocken. 1843 haben Husaren ein ganzes Manöver im ausgetrockneten Seebett abgehalten. 1993 zog sich das Wasser bis zu 50 Meter vom Ufer zurück. Mit hohen Kosten wurde künstlich Wasser zugepumpt, aber erst eine winterliche Regenperiode füllte den See wieder bis auf sein heutiges Niveau. Die gesamte Seeoberfläche ist etwa zu einem Drittel von Schilfflächen durchzogen. Im stark verschilften Nordwesten erstreckt sich großflächig ein nur mit Sondergenehmigung zugängliches Vogelschutzgebiet. Am nordöstlichen Ufer nahe der Ortschaft Velence befindet sich eine 2300 Meter lange und 140 Meter breite Regattastrecke für Wettkämpfe des Kanu- und Rudersports. 
Der See gilt als wärmster Europas, da sich das Wasser in den Sommermonaten auf Temperaturen von 26 bis 28 °C erwärmt. Süd-, Ost- und Nordostufer bieten viele Bademöglichkeiten. Die Tourismuszentren sind die Orte Velence, Gárdony und Agárd. Der See hat am Nordufer zwischen Pákozd und Sukoró die Halbinsel Szúnyogsziget (= Mückeninsel) mit einem Arboretum.

## Geschichte
Der Name Velence taucht erst im 15. Jahrhundert auf. Laut dem Italiener Antonio Bonfini, einem Geschichtsschreiber von König Mathias, geht sein Name auf hier angesiedelte Bewohner des Veneto zurück (die ungarische Bezeichnung für Venedig lautet Velence). Davor nannte man ihn Fertő, was so viel wie Sumpf oder Pfuhl heißt.
Im Jahr 1792 betrug die Fläche des Sees noch ungefähr 30 Quadratkilometer.
Am 29. September 1848 wurde nördlich des Sees, bei Pákozd, die erste und siegreiche Schlacht des ungarischen Freiheitskampfes gegen die Habsburger ausgetragen. Eine Gedenktafel in der Kirche von Sukoró erinnert heute daran. Am Vorabend dieser Schlacht hielt hier der erste ungarische  Ministerpräsident Graf Lajos Batthyány eine bedeutende Rede. Auf einer Erhebung am Nordufer erinnert ein schlichter Obelisk an den Schauplatz der Schlacht.
Als Erholungsgebiet wurde der See in den 1930er Jahren erschlossen. In den letzten Jahren wurden zwei Thermalbäder eröffnet. Ein bereits seit 1984 an einer natürlichen Thermalwasserquelle bestehendes Bad zwischen Gárdony und Agárd wurde 2007 erweitert und modernisiert. In Velence wurde Ende November 2008 ein völlig neues Bad mit angeschlossenem Hotel direkt am südöstlichen Seeufer errichtet. Es existieren zwei Inseln, die in den 1960er Jahren bei Ausbaggerungsarbeiten aufgeschüttet wurden. Zudem wurde damals die Uferlinie an den Badeorten weitläufig betoniert.

## Sehenswertes
- Im Norden des Sees liegt das Dorf Pákozd mit einer der wichtigsten Bronzezeitsiedlungen Ungarns.
- Ein Museum liegt in der Nähe des Obelisken auf einer Anhöhe am Nordufer.
- Das Presshaus des Dichters Mihály Vörösmarty befindet sich am Bence-Berg am Nordufer, sein Gedenkmuseum steht in Kápolnásnyék.
- Das Geburtshaus und heutige Museum des Schriftstellers Géza Gárdonyi steht in Agárd. Der Autor des Romanes Sterne von Eger, über dessen Schullektüre die meisten ungarischen Kinder die Türkenzeit kennenlernen, wurde als Ziegler geboren, war also Ungarndeutscher.

## Bilder

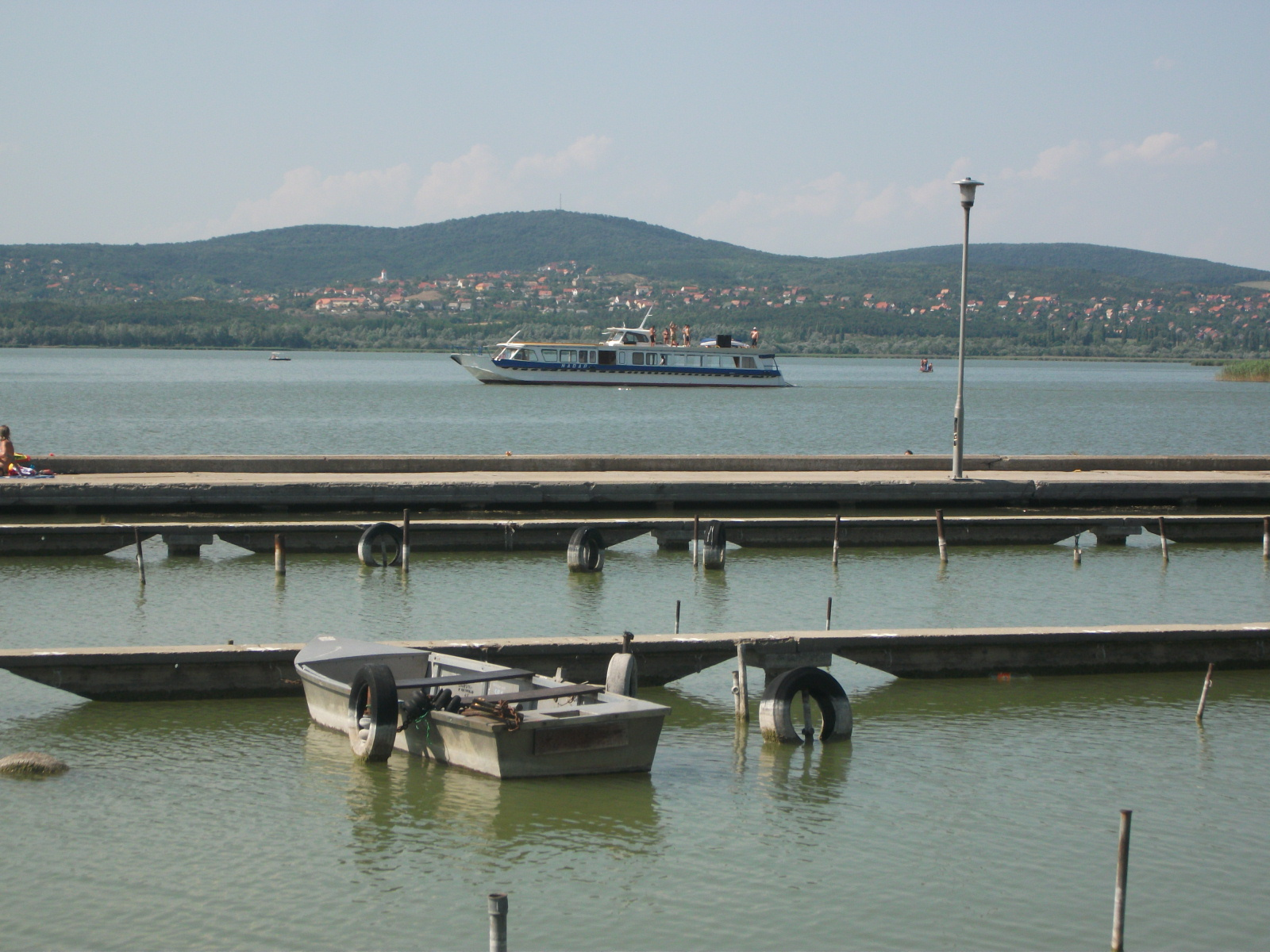
Blick auf den See
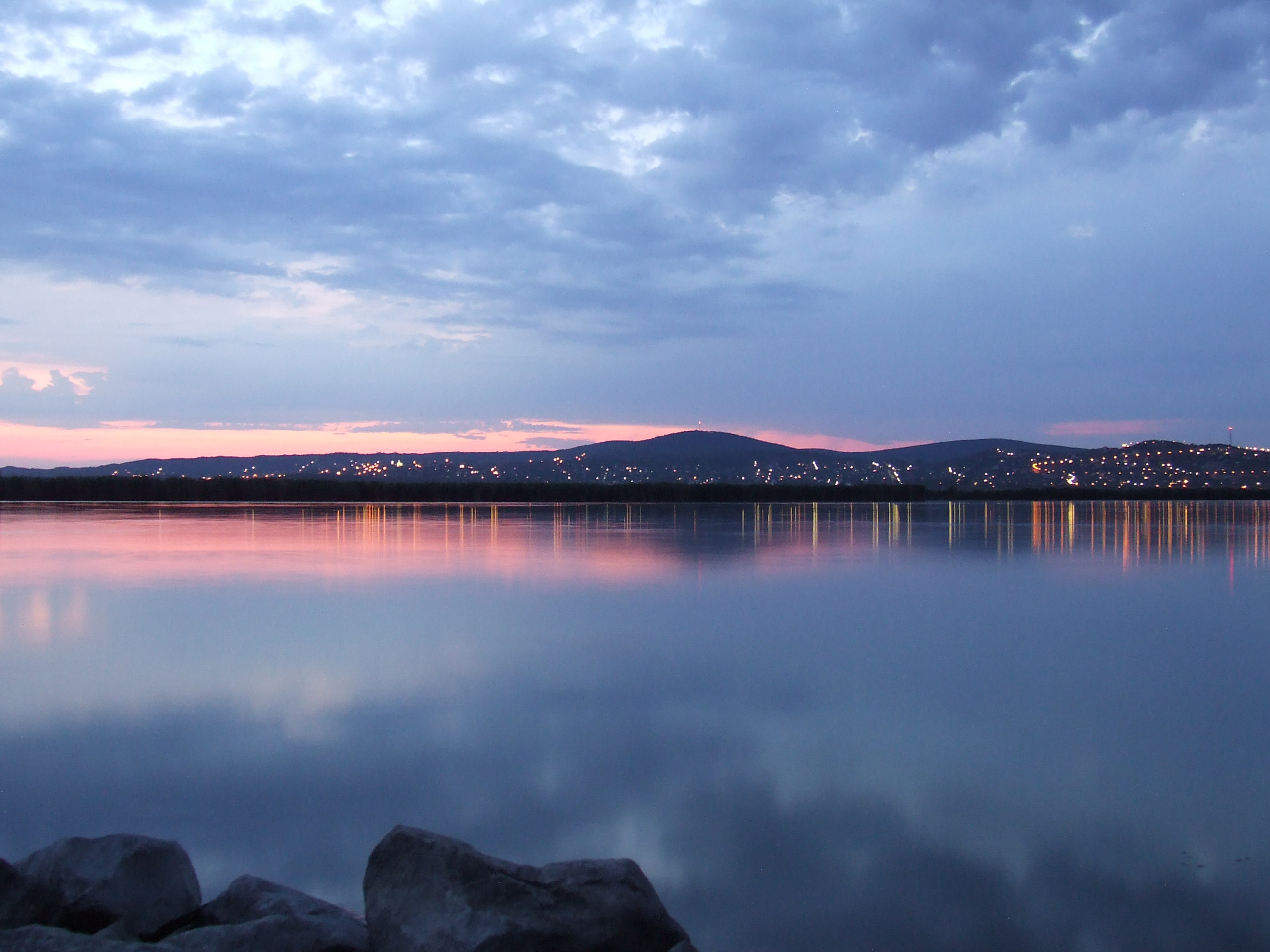
Sonnenuntergang am See
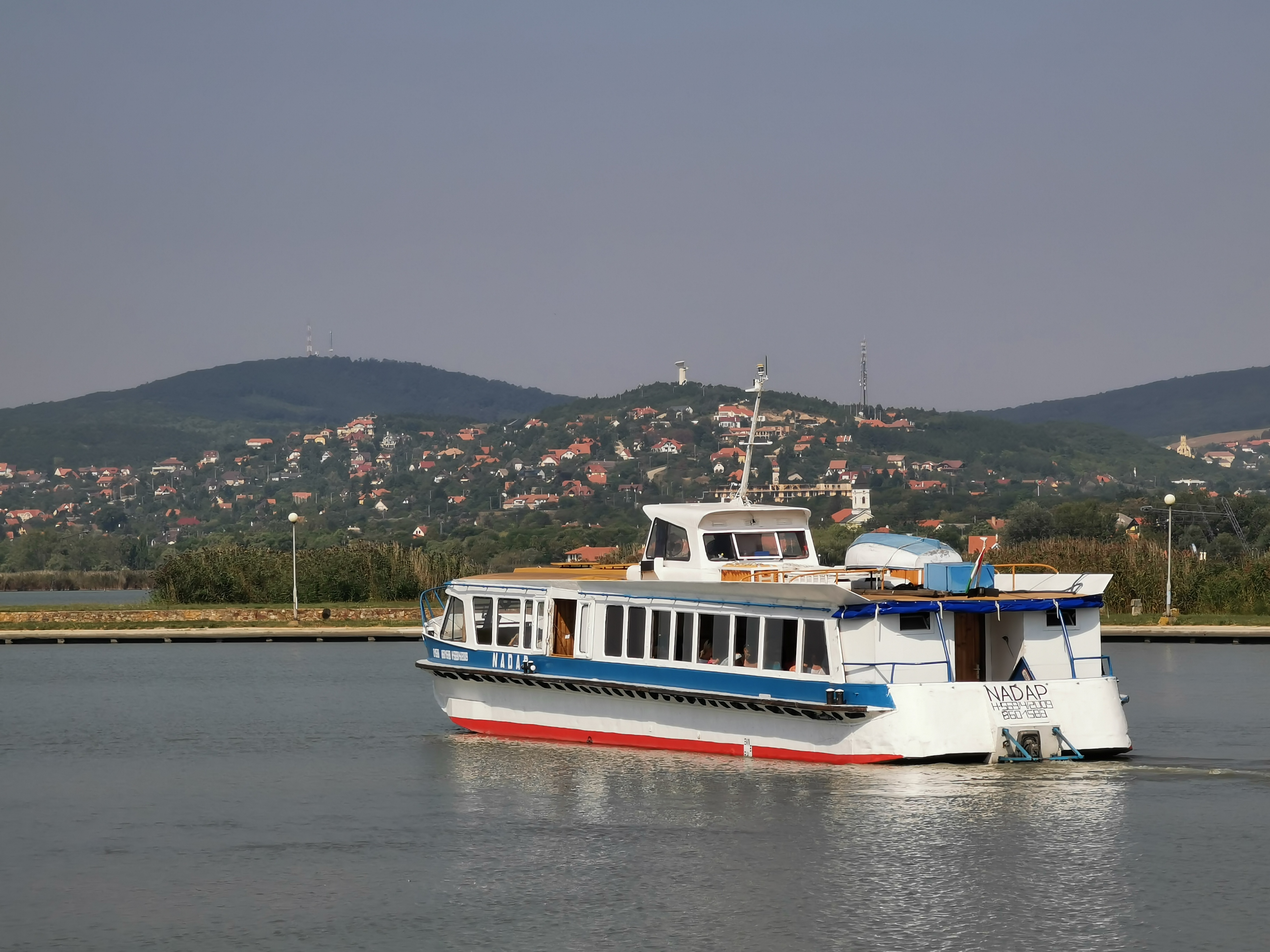
Fahrgastschiff Nadap
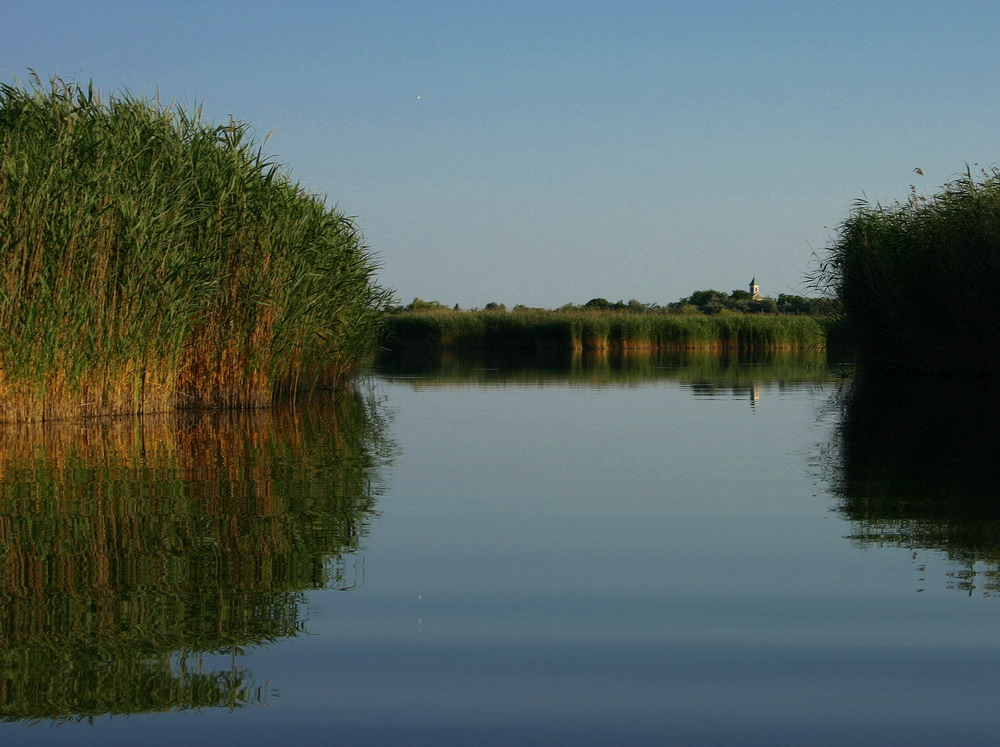
Schilf im See, im Hintergrund die Kirche von Dinnyés
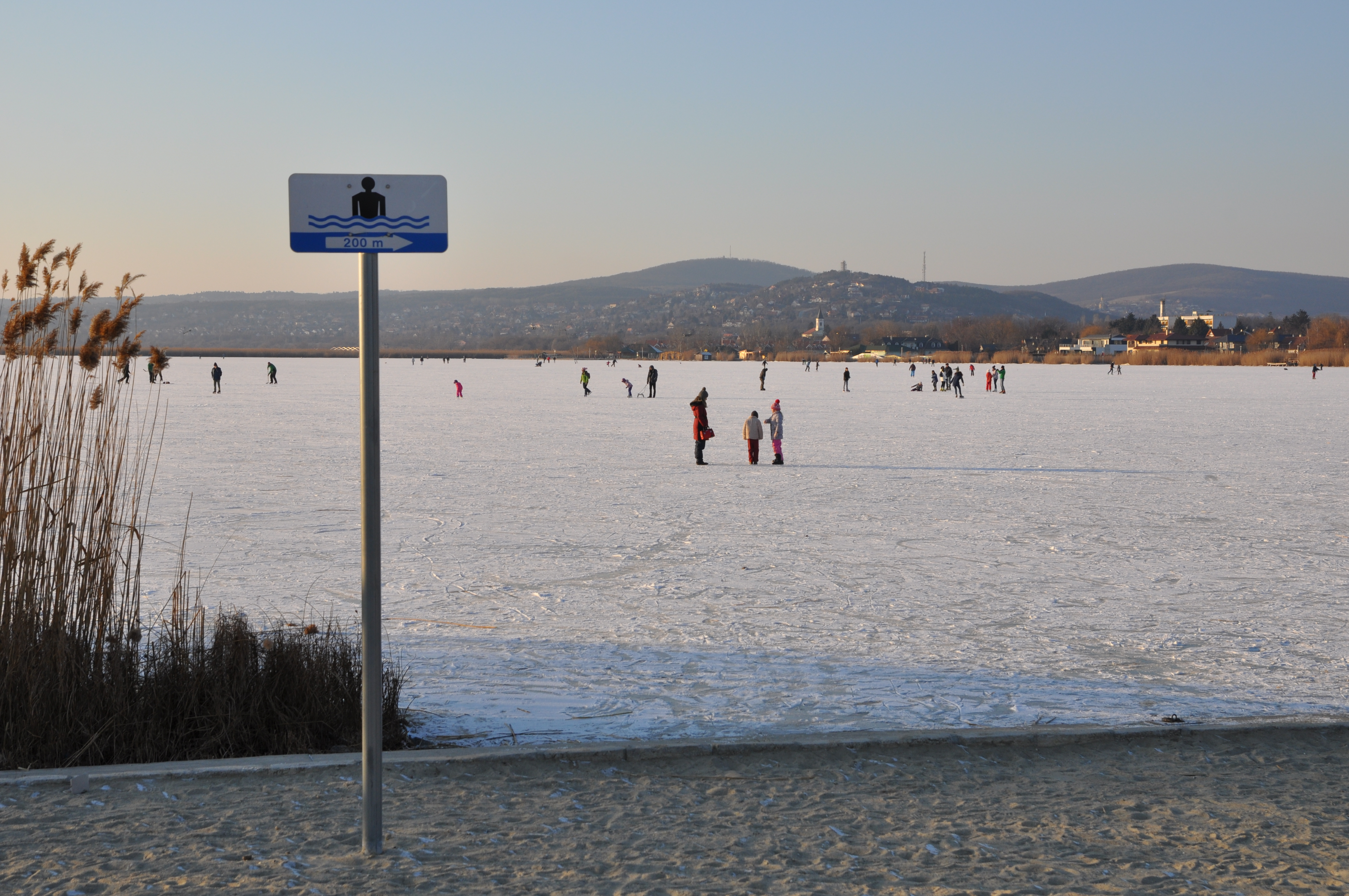
Zugefrorener See im Winter